# Въоръжени сили на Джибути
Въоръжените сили на Джибути се състоят единствено от Националната армия на Джибути (която включва флот и военновъздушни сили). В страната са разположени 200 американски войници и части на 13-ата бригада на френския Чуждестранен легион.

## Авиационна техника
| Самолет             | Произход     | Тип                   | Варианти | В експлоатация | Бележки |
| ------------------- | ------------ | --------------------- | -------- | -------------- | ------- |
| Чесна 206           | САЩ          | транспорт/разузнавач  |          | 1              |         |
| Dassault Falcon 50  | Франция      | VIP                   |          | 1              |         |
| Eurocopter Ecureuil | Франция      | многоцелеви транспорт | AS 355   | 2              |         |
| Let L-410           | Чехословакия | транспортен           | L-410UVP | 2              |         |
| Ми-8                | Франция      | транспортен вертолет  |          | 3              |         |